# Stridsman uti hären, stäm nu upp en sång
Stridsman uti hären, stäm nu upp en sång är en sång av en okänd textförfattare som är tonsatt av George Frederick Root.

## Publicerad i
- Musik till Frälsningsarméns sångbok 1907 som nr 390 med begynnelseraden "Stridsmän uti hären, stämmen upp en sång".
- Frälsningsarméns sångbok 1929 som nr 433 med begynnelseraden "Stridsman uti hären, stäm nu upp en sång" under rubriken "Strid och verksamhet - Under striden".
- Frälsningsarméns sångbok 1968 som nr 492 med begynnelseraden "Stridsmän uti hären, stämmen upp en sång" under rubriken "Kamp och seger".
- Frälsningsarméns sångbok 1990 som nr 646 med begynnelseraden "Stridsman uti hären, stäm nu upp en sång" under rubriken "Strid och kallelse till tjänst".